# Lyulka AL-21
O Lyulka AL-21 é um motor turbojato de fluxo axial criado na União Soviética pela NPO Saturn com Arkhip Lyulka o chefe de projeto.

## Design e desenvolvimento
O AL-21 possui similaridades em potência e tecnologia comparado ao General Electric J79, o qual o primeiro voo supersônico ocorreu em 1955, usando estabilizadores variáveis. Analistas de perspectiva ocidental acreditam que o design do AL-21 foi feito sobre perspectiva de engenharia versa do J-79, motor que mais foi usado no F-4 Phantom, através de aviões abatidos na Guerra do Vietnã.
Depois da queda da União Soviética, tornou-se claro que o motor AL-21F3 possui design diferente e mais avançado em comparação ao J-79. Tal constatação ocorre no que tange a potência, a queima mais rápida e possibilidade de maior compressão com menos estágios, demonstrando ser muito superior em quase todos os aspectos comparativos. Geralmente é descrito como um motor "terceira geração" do tipo turbina de gás soviético, caracterizado pela alta taxa de empuxo-peso e uso de refrigeração a ar da turbina.
O AL-21 entrou em serviço no início dos anos de 1960. Com a designação posterior AL-21F3, foi usado no Sukhoi Su-17, Sukhoi Su-24, e na variante bombardeio do Mikoyan-Gurevich MiG-23, além do Sukhoi T-10 ( protótipo do Sukhoi Su-27). Uma versão sem pós-combustão foi colocada no caça VTOL Yakovlev Yak-38.